# 菅原氏
菅原氏（すがわらうじ）は、「菅原」を氏の名とする氏族。姓は朝臣。

## 歴史
菅原氏の前身は、天穂日命の子孫で、野見宿禰を家祖とし、葬送を職掌としている土師氏である。天応元年（781年）に古人が改姓を申し出たことから菅原姓を称するようになった。「菅原」の名は大和国菅原邑にちなむ。
古人は儒学を学び、桓武天皇の侍読となった。子の清公（770年（宝亀元年） - 842年（承和9年））（従三位・非参議）、および孫の是善（812年（弘仁3年） - 880年（元慶4年））（従三位・参議）も儒学を修め、文章博士を務めた。また清公は、菅家廊下と呼ばれる私塾を創設し、多くの門人を教え、紀伝道（文章道）を家業とするようになった
是善の子道真は宇多天皇の抜擢を受けて従二位・右大臣に至るが、901年（延喜元年）、大宰員外帥に左遷され、903年（延喜3年）、大宰府にて薨去した。道真の子らも左遷されていたが、906年（延喜6年）冬、道真の嫡子菅原高視は赦免され、大学頭に復帰している。高視の子孫らも受領や大学頭などを歴任したが、菅原文時（899年（昌泰2年） - 981年（天元4年））（従三位・非参議）、菅原輔正（925年（延長3年） - 1009年（寛弘6年））（正三位・参議・大宰大弐）のような例外を除いて公卿に列せられることはなかった。また『更級日記』の作者である菅原孝標女なども輩出している。
鎌倉時代初期の菅原為長（1158年（保元3年）- 1246年（寛元4年））が正二位・参議・大蔵卿に昇進して以降、子孫は累代公卿に列せられた。またこれまで文章博士を多く出した大江氏が衰退したこともあり、朝廷における紀伝道の要職を独占した。その後近世に至るまで高辻家、五条家、東坊城家、唐橋家、清岡家、桒原家の6家の堂上家（半家）が分かれ出た。平安中期以降の年号案の勘申にあたった儒者は、ほとんどがこれら菅原氏の子孫である。
中世公家社会において菅原氏の嫡流とみなされていたのは唐橋家である。唐橋家は氏長者である北野の長者を多く輩出していたが、15世紀末の唐橋在数の殺害事件以後は衰退し、北野の長者はそれまではまれにしか補任されていなかった高辻・五条・東坊城家の中から選ばれるようになった。明治に至って菅原氏の各堂上家はいずれも華族となり、当主は子爵に叙されている。宗族制度では、菅原朝臣は第39類「天穂日命後従五位下古人裔」として分類されており、菅原氏後裔を称していた武家の前田氏・柳生氏・久松氏もこの類に含まれている。また高辻家の分家である西高辻家も社家華族として華族となり、男爵に叙せられた。

## 系譜
太線は実子。（なお養子はあえて記載せず。）

## 菅原姓を名乗った氏族
久松氏
系譜類で末裔（まつえい）とする。
美作菅氏
美作国の武士団。美作菅家党。
前田氏
美作菅氏の分流・原田氏の末裔説。菅原道真が九州でもうけた子の子孫説。利仁流斎藤氏説など異説あり。
柳生氏
『藩翰譜』また後世の『寛政重修諸家譜』によると、柳生氏の姓は菅原姓とされる。
平手氏
世良田氏末裔を自称するが、菅原姓説あり。
清岡氏
菅原高視の子孫を称した清岡惟泰を祖とする。
大隈氏
佐賀藩士。大隈重信を輩出している。
美濃部家
菅原淳茂の子孫を称する甲賀流の一家。
播州菅氏
美作菅氏（有元氏）の流れ。黒田二十四騎の菅正利を輩出している。
宮崎家
肥後国玉名郡荒尾村（現熊本県荒尾市）の郷士。二天一流の武芸者宮崎政賢や、革命家で浪曲師の宮崎滔天などを輩出。
本阿弥氏
五条家第三代五条季長の弟長春の子孫を称する。